# Villa García (Montevideo)
Villa García es una localidad ubicada en la zona nordeste de la ciudad de Montevideo (Uruguay), desde el kilómetro 18 al 22 de la Ruta  8 Brigadier General Juan Antonio Lavalleja. Se encuentra comprendido políticamente en el Municipio F del Departamento de Montevideo.

## Historia y características
Villa García, surge de su primer poblador ldelfonso García, un inmigrante español proveniente de Lugo, destacado hombre de la política uruguaya. Quien sobre el arroyo Toledo construyó una pequeña quinta, en la cual plantaría diferentes especies como acacias, álamos, sauces y  eucaliptos.  Para  posteriormente poblarla de  inmigrantes gallegos y canarios. Estas tierras, inmensamente rodeadas de bañados, serían posteriormente acondicionadas para el establecimiento de cultivos y plantaciones frutales. Dichas tierras tenían una amplia extensión, llegando hasta la hoy Ciudad de la Costa y parte del hoy Parque Franklin Delano Roosevelt, un pantano propiedad de los García, el cual sería donado al estado para concretar un parque nacional.
Tras el fallecimiento de Ildefonso fallecería y su hijo Doroteo se haría cargo de sus tierras y de la quinta, en la cual construiría la estancia de San Ildefonso en honor a su padre. El nombre Ildefonso García, aparece en la historia del Montevideo colonial. Se trata, según los documentos de la época, de un comerciante que, entre otros rubros, vendía humanos.
Paralelamente, en la zona comprendida entre el kilómetro 17 y 18 de la Ruta 8 otra familia sumamente involucrada con la conformación del país y también de inmigrantes instalaría una extensa quinta, la quinta Jackson propiedad de la familia Jackson Errazquín, la cual posteriormente se convertiría en un establecimiento salesiano. En estas inmediaciones en los años  1890 se instalaría la bodega Faraut conformada por inmigrantes franceses. 
El crecimiento poblacional de Villa García se enmarca en el afincamiento de miles de familias en el área metropolitana que representan zonas de norte Montevideo y sur de Canelones. En Villa García se emplazan diferentes barrios que nacieron a través de modalidades de ocupación y asentamientos y cooperativas.
Además del casco viejo de las doce primeras manzanas en el kilómetro 21 de la ruta 8 y el segundo casco urbano del kilómetro 19 de la ruta 8, conformado en la década de 1940, en Villa García se encuentran los barrios: Covipro-La Esperanza (1988); Villa Centauro (1970); La Casona (2000); El Portal del 19 (barrio regular); Irineo Leguizamo (1990); 6 de Enero (1996); 8 de Marzo (1994); Paso Hondo (1988); Villa Isabel (2005); El Monarca (1996); Don Marquez (2014); La Rinconada (1994).

## Sitios de interés
La mayoría de los sitios de Villa García son de época. En los años noventa se instaló el complejo Zonamerica, bajo el régimen de zona franca. En 2020 fue inaugurada la nueva sede de la Facultad de Veterinaria de la Universidad de la República.

### Estancia San Ildefonso
Dicha estancia, de arquitectura colonial, cuenta con amplios galpones de piedra. Tras la muerte de Doroteo García su familia realiza la repartición de bienes correspondiente. La estancia de San Ildefonso sería donada al Estado y convertida en la residencia de campo de la Presidencia de la República, en la que supieron residir de forma regular los presidentes Juan José Amezaga, Tomás Berreta, Luis Batlle Berres y Andrés Martínez Trueba. Cabe destacar que hasta entonces, Uruguay no contaba con una residencia oficial para sus presidentes, siendo esta una de las primeras, es en 1947 cuando el estado adquiere la actual residencia de Suárez y Reyes. Posteriormente, la Estancia pasaría a manos del Consejo del Niño, hoy Instituto Nacional del Niño y del Adolescente Uruguayo, funcionando hasta la actualidad, el Hogar "Estación Esperanza" de dicho instituto. 

### Parroquia Cristo de Toledo
Tras la muerte de Doroteo García, a fines de 1885 su esposa Carolina Lagos, ordena construir una Capilla católica, como forma de homenaje. La capilla comenzaría a construirse en 1889 junto Esta capilla recibiría el nombre de Cristo de Toledo y su construcción comenzaría en 1889, junto con una pequeña urbanización que circundaba a la Plaza de las Carretas. Las capilla sería inaugurada y consagrada el 24 de noviembre de 1891. 
Carolina Lagos, ordenaría la construcción de una policlínica y de una escuela primaria.
El resto del terreno donado se destinaría a la para que los trabajadores de la chacra que residían en las inmediaciones, se instalaran en el mismo. 

### Plaza de las Carretas
La plaza de las carretas, desde el surgimiento de la Villa significaba una parada obligatoria para todas aquellas diligencias y viajantes por el entonces Camino A Maldonado, denominación anterior de la actual Ruta 8. 
La plaza, además de ser un centro de referencia para los viajantes, estaba circundada en su mayoría por almacenes y herrerías, que tenían como fin aprovisionar y permitir el descanso de los viajantes y su medio de transporte, sus caballos.
Con el paso del tiempo, dejaría de utilizarse como tal y por su importancia historia se construiría una plaza pública. En la actualidad la plaza se encuentra rodeada de por la Parroquia Cristo de Toledo, algunos comercios y las instituciones educativas de la zona, es además el destino de las líneas 103 y D8.  

### Escuela N° 157
En 1908 es inaugurada una escuela primaria en la zona, su primera edificación estaría sobre para posteriormente, en los años cincuenta instalarse en una nueva edificación, sobre el Camino al Paso Hondo en la intersección con la Ruta 8. 
Sería en esta institución donde se gestaría la fundación de un liceo popular en 1965, y de una unidad educacional  y cooperaría en 1969 integrada por el colectivo docente y los pobladores de la zona. 
En el año 1971 el liceo es oficializado por el estado, convirtiéndose en el actual Liceo N.° 25 de Montevideo. En 1975 el régimen militar interviene la unidad educacional y cooperativa, poniendo fin a dicha experiencia pedagógica. Paralelamente son detenidos varios de sus integrantes.

### Parque Villa García
El 12 de noviembre del 2004 es inaugurado un extenso parque, ubicado en las calles Daniel García Acevedo, entre Camino Helios y Laudelino Vázquez. El parque cuenta con 6 parrilleros y senderos para caminatas entre eucaliptus y especies autóctonas. A un lado de  a la calle Helios se encuentra el sector de juegos infantiles con mobiliario tradicional y otros artesanales realizados por Jóvenes en Red, junto al escenario abierto donde se desarrollan y expresan diferentes actividades culturales locales. Al otro lado de la misma calle se ubica la cancha de fútbol donde vecinos organizan las actividades del club de baby fútbol Villa García.

### Jacksonville
El complejo Jacksonville tiene como antecedente a la entonces quinta de Jackson, adquirida en 1839 por la familia homónima. El establecimiento sería adquirido por los padres josefinos, quienes comenzarían la construcción de una pequeña capilla, proyectada por el arquitecto y sacerdote Ernesto Vespignani. En 1910 es inaugurada  la Capilla de San José del Manga, y en año 1915 el complejo es adquirido por miembros de la  Pía Sociedad de San Francisco de Sales, quienes establecerían un complejo agrícola y un colegio católico. 
En la actualidad, el complejo fue adquirido por una firma comercial, quien construyó un hotel de campo, operado por la cadena hotelera Regency.

## Transporte
En materia de transporte público y por encontrarse sobre la ruta 8,  circulan diversas líneas de transporte urbanos y suburbanos. A su vez operan tres líneas de transporte que tienen a dicha zona como destino y punto de partida.
| Líneas | Destinos                    |
| ------ | --------------------------- |
| 103    | Villa García - Ciudad Vieja |
| 316    | Zonamerica - Pocitos        |
| D8     | Villa García - Ciudad Vieja |
| DM1    | Zonamerica - Punta Carretas |

La línea 103 es uno de los primeros servicios de transporte en la zona, habiéndose creado en 1905, como la entonces línea A. 

## Villa García en la cultura
En el año 2010, en una antigua y abandonada casona, perteneciente a uno de los herederos de los García, se grabó la película de terror La casa muda dirigida por Gustavo Hernández. 
Además se filmaron escenas de "Otario" y  "Gardel, ecos del silencio", en la cual actuaria el dueño de la residencia, Alfredo Zorrilla.